# Диптих (христианство)

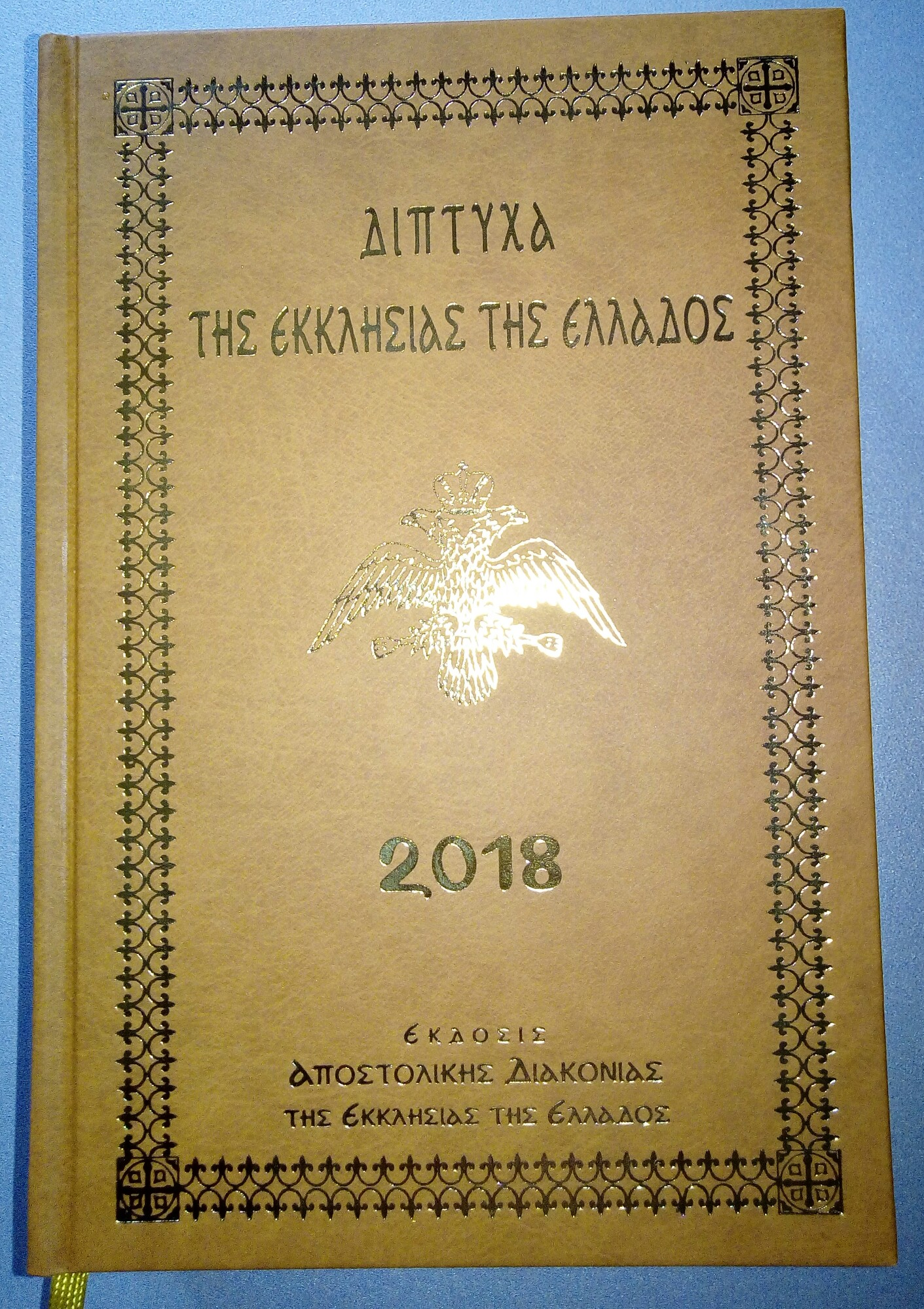
Диптих

Ди́птих (др.-греч. δί-πτῠχος — «двустворчатый, состоящий из двух дощечек», от др.-греч. δύο — «два» + др.-греч. πτῠχή — «табличка, дощечка») — список имён, поминаемых во время литургии в христианской Церкви.

## История
Данный термин обозначал употреблявшиеся греками и римлянами таблички-книжки для записи, представлявшие собой две деревянные, костяные или металлические дощечки, соединенные друг с другом, — для записей предназначались внутренние стороны складня, внешние же стороны могли покрываться разного рода украшениями. Подобные книжки могли содержать дополнительные листы и тогда именовались триптихами (τρίπτυχα), пентаптихами (πεντάπτυχα) и т. д. или вообще полиптихами (πολύπτυχα).
В церковном употреблении диптихами обозначались таблички, содержавшиеся в каждой церкви, на которых записывались те имена, которые возглашались с амвона во время Евхаристии. Эти таблички содержали имена приносивших дары, ряда других членов общины, правящего и некоторых других епископов, имена святых, мучеников и исповедников и, наконец, имена праведно скончавшихся членов данной общины. Диптихи выступали, таким образом, как воплощение идеи единства Церкви, соединения в Церкви всех её членов: живых и усопших, признанных святых и всех верующих. Вместе с тем соединение в диптихах имен святых с именами других верующих — верных — соответствовало идее всеобщей святости Церкви, соединяющейся с Христом в результате Евхаристии. Диптихи употреблялись в церкви с древнейших, — возможно, с апостольских — времен. Во всяком случае в III веке они были, по свидетельству св. Киприана, во всеобщем употреблении. В восточных поместных церквах диптихи применялись ещё в XV веке, в Римской Католической Церкви — вплоть до XII века.
Диптихи могли быть разного размера — в зависимости от числа поминаемых. С развитием общецерковного почитания святых и образованием крупных церковных областей диптихи разрастались и могли менять свою форму. Например, в церкви св. Лаврентия в Константинополе диптихи были записаны на мраморной колонне, и содержали имена императора, патриархов, епископов и т. д. С разрастанием диптихов связана их спецификация. Выделяются диптихи живых (δίπτυχα ζώντων, liber viventium) и диптихи усопших (δίπτυχα νεκρών, liber mortuorum). В диптихи живых включались имена патриархов (пап), епископов и иереев, ктиторов данной церкви, др. клириков разных чинов, императора, других знатных граждан из мирян. В диптихах живых воспоминалась вместе с тем Богородица, мученики и другие святые. Включение последних в диптихи живых указывает на такое понимание святости, при котором святые — в отличие от других праведно усопших — духовно воскресли прежде всеобщего воскресения и наделяются способностью деятельно соучаствовать в жизни Церкви — как заступники и покровители Церкви земной. В диптихи усопших включались прежде всего те, кто в течение своей жизни был записан в диптихах живых, в первую очередь сюда входили имена всех епископов, скончавшихся в общении с Церковью.
Включение в диптихи было высокой честью, признанием праведной жизни верующего, его духовного достоинства и верности церковному учению. У Псевдо-Дионисия Ареопагита («О церковной иерархии») говорится о том, что при чтении священных таблиц — диптихов — оглашаются имена тех, кто жил святой жизнью и в своем ревностном служении достиг совершенства. Исключение из диптиха было, напротив, суровым наказанием, показывавшим, что исключенное из диптиха лицо отпало от общения с Церковью. Так, например, из церковных диптихов было удалено имя императора Анастасия (491—518), отвергшего решения IV Вселенского Собора. Вообще, признанием виновным в ереси всегда сопровождалось исключением из диптихов. Наличие или отсутствие имени в диптихе могло служить свидетельством православия (или, наоборот, неправославия) скончавшихся епископов. Так, во время споров о православии Феодора Мопсуестийского при императоре Юстиниане неправославие Феодора доказывали, в частности, отсутствием его имени в диптихе Мопсуестийской церкви — то есть отсутствием Феодора Мопсуестийского в диптихе Мопсуестийской церкви использовалось в качестве документального доказательства неправославности Феодора Мопсуестийского.
Из диптихов живых впоследствии развиваются мартирологи. Из диптихов усопших возникают в ходе церковно-литургического развития поминальные книги (помянники).

## Современное употребление в Поместных православных церквях
В современной Русской православной церкви (РПЦ) употребляется преимущественно для обозначения списка имён предстоятелей автокефальных церквей, в котором имена перечислены в традиционном порядке чести.
Исторически первое место в нём занимал Святейший Архиепископ Константинополя — Нового Рима и Вселенский Патриарх (поминовение патриарха Константинопольского Русской православной церковью приостановлено 14 сентября 2018 года решением Священного синода Русской православной церкви).
В древнем христианстве наибольшим авторитетом пользовались патриаршая кафедра Иерусалимская как места земной жизни Иисуса Христа и Папский престол Рима как столицы Римской империи.
Среди Восточных поместных церквей первенствовали Александрия и Антиохия — крупнейшие центры христианского мира того времени. За предстоятелями этих Церквей закрепился титул Патриархов, а епископы Рима и Александрии уважительно именовались папами.
После основания новой столицы империи — Константинополя — на II Вселенском соборе (381) 3-м правилом за Константинопольским патриархом усвоено второе место по Римском епископе. Статус Константинополя был подтвержден 28-м правилом IV Вселенского собора (451).
Так возникла древняя «пентархия» — система пяти православных кафолических патриархатов: Рим, Константинополь, Александрия, Антиохия, Иерусалим. Впоследствии из этой пентархии выпал Рим (1054), но добавились Болгарский, Сербский и другие патриархи. При учреждении Московского патриархата он получил почётное 5-е место во вселенском диптихе сразу после четырёх древних патриархатов.
Исторически в диптихе Русской православной церкви упоминались 15 автокефальных поместных церквей: Константинопольская, Александрийская, Антиохийская, Иерусалимская, Русская, Грузинская, Сербская, Румынская, Болгарская, Кипрская, Элладская, Албанская, Польская, Чешская и Словацкая, Американская.
В современной — после Поместного собора 1917—1918 годов — практике РПЦ гласное поминовение предстоятелей всех поместных Церквей по именам по диптиху бывает только во время служения литургии Патриархом Московским и всея Руси.
Перед поместными православными Церквами стоит вопрос о согласовании диптихов:

Диптихи вытекают из обычаев той или иной Церкви. В каждой Церкви эти обычаи свои. В нашем обычае Грузинская Церковь на шестом месте, а в Константинопольском — на девятом, потому что они только недавно признали её как патриархат, и из своих соображений поставили на девятое. Мы не видим оснований, почему мы должны следовать за кем-то, Грузинская Церковь у нас давно на шестом месте. Сами грузины тоже не готовы отказываться от своего места, а почему они должны отказываться? Если у них Автокефальная Церковь с V века, когда Константинополь, собственно говоря, никаких прав не имел. Это вопрос очень сложный для согласования.— Священник Игорь Якимчук

…просто даже неудобно это слышать, когда те, которые, кажется, следуют Евангелию, следуют словам Христа, Сказавшего «Кто из вас хочет быть первым, да будет последним, и кто хочет быть господином, да будет всем слугою» — здесь вопрос о Диптихах: кто за кем будет стоять, если они вместе будет служить. И вообще, в каком порядке располагаться… Этот вопрос кажется со стороны, я бы сказал, для постороннего взгляда, для христианского взгляда, кажется просто даже невероятным! Даже стыдно говорить об этом! И можете себе представить: он является одним из тех, по которым никак не могут договориться…
— Алексей Осипов

### Список
| Диптих КПЦ | Диптих РПЦ |
| --- | --- |
| Автокефальные церкви 1. Константинопольская 2. Александрийская 3. Антиохийская 4. Иерусалимская 5. Русская 6. Сербская 7. Румынская 8. Болгарская 9. Грузинская 10. Кипрская 11. Элладская 12. Польская 13. Албанская 14. Чешских земель и Словакии 15. Украины 16. Македонская Автономные церкви - Синайская - Финляндская - Эстонская - Критская | Автокефальные церкви 1. Антиохийская 2. Иерусалимская 3. Русская 4. Грузинская 5. Сербская 6. Румынская 7. Болгарская 8. Албанская 9. Польская 10. Чешских земель и Словакии 11. в Америке 12. Македонская Автономные церкви - Синайская - Японская - Китайская |

Русская православная церковь исключила из своего диптиха Константинопольскую православную церковь в ответ на вмешательство в территорию УПЦ МП при подготовке к созданию Православной церкви Украины (14 сентября 2018 года), в ответ на признание ПЦУ — Элладскую церковь (3 ноября 2019 года), Александрийскую церковь (8 ноября 2019 года), Кипрскую церковь (20 ноября 2020 года).